# Dubois megye
Dubois megye az Amerikai Egyesült Államokban, azon belül Indiana államban található. Megyeszékhelye és legnagyobb városa Jasper. Lakosainak száma 43 637 fő (2020. április 1.). Dubois megye Martin, Orange, Crawford, Perry, Spencer, Warrick, Pike és Daviess megyékkel határos.

## Népesség
A megye népességének változása:
| Lakosok száma | 41 901 | 42 220 | 42 137 | 42 361 | 42 461 | 43 637 |
|               | 2010   | 2011   | 2012   | 2013   | 2015   | 2020   |